# G. Dep
G. Dep, pseudoniem van Trevell Michael Coleman (Manhattan, 12 september 1978) is een Amerikaanse rapper. Hij maakt deel uit van P. Diddy's Bad Boy Entertainement. Hij kwam terecht bij P. Diddy via Black Rob, een ander lid.
G. Dep staat voor Ghetto Dependant. Hij wordt ook wel The Deputy genoemd.
G. Dep was voor het eerst te horen op de albums Forever uit 1999, en Born Again, van respectievelijk Puff Daddy en The Notorious B.I.G.. Niet veel later kwam zijn eerste album Child of the Ghetto, en zijn eerste single Special Delivery, geproduceerd door Ez Elpee, uit. De single werd geremixt door P. Diddy voor het album We Invented the Remix. Op die remix zijn buiten G. Dep, ook Ghostface Killah, Keith Murray en Craig Mack te horen. Zowel het origineel als de remix werden grote hits in de Verenigde Staten.
De internationale doorbraak van G. Dep kwam er in 1999, maar daarvoor was hij al bekend in de underground hiphopscene van New York. Voor zijn Bad Boy-periode was hij al te horen op het album Hard To Earn van Gang Starr. G. Dep was eerder ook al te horen met de Wu-Tang Clan, Guru en DJ Premier.
G. Dep bracht in februari 2007 de mixtape Bad Boy uit, samen met Loon.
- International Standard Name Identifier: 0000 0000 5518 7328
- Library of Congress Control Number: n2004079675
- MusicBrainz: 14f533a1-2944-40ba-b5e1-ed97416e18d5
- Virtual International Authority File: 59285933
- WorldCat: E39PBJqk69K8vp88FkdxvrckjC